# Oskar Sylvander

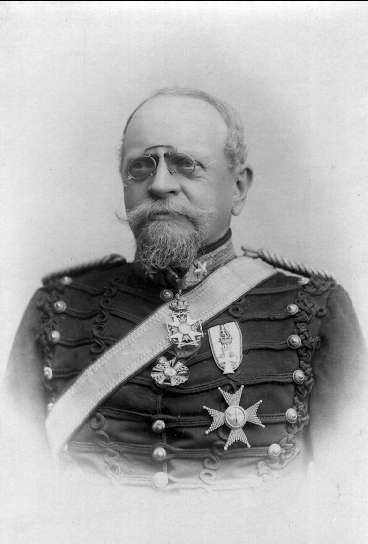
Oskar Sylvander.

Carl Oskar Sylvander, född 11 oktober 1843 i Helsingborg, död 13 september 1927 i Nacka församling i Stockholms län, var en svensk militär (generalmajor).

## Biografi
Sylvander blev underlöjtnant vid Wendes artilleriregemente 1867, blev löjtnant 1872, var artilleristabsofficer 1878-1884 och blev kapten 1879. Sylvander blev major i Vaxholms artillerikår 1893, överstelöjtnant 1895, överste och chef 1896, kommendant på Vaxholms fästning och Oskar-Fredriksborgs fästning 1896-1902. Han var därefter överste och chef för Vaxholms kustartilleriregemente 1902 och generalmajor i generalitetets reserv och kommendant på Karlsborgs fästning 1904-1919.
Han var ordförande hos stadsfullmäktige i Vaxholm, ledamot av Stockholms läns landsting och ledamot av stadsfullmäktige i Kristianstad.
Sylvander var son till bankdirektören Evert M. Sylvander och Elin Hallbäck. Han gifte sig 1872 med Augusta Vilhelmina Danielsson (1843–1922), dotter till professorn Håkan Danielsson och Marie Conti. De var föräldrar till Evert Sylvander.